# Armata întunericului
Armata întunericului (1992) (titlu original Army of Darkness, cunoscut și ca Bruce Campbell vs. Army of Darkness sau Evil Dead III) este un film de comedie-groază-de acțiune regizat de Sam Raimi. Este al treilea film și ultimul din trilogia The Evil Dead. Scenariul este scris de Raimi și fratele său Ivan, produs de Robert Tapert și cu Bruce Campbell și Embeth Davidtz în rolurile principale. Continuare a filmului Evil Dead II, personajul Ash Williams este prins în epoca medievală și trebuie să se lupte cu nemorții pentru a se întoarce în prezent.

## Distribuție
- Bruce Campbell - Ashley "Ash" J. Williams și Evil Ash
- Embeth Davidtz - Sheila
- Marcus Gilbert - Lord Arthur
- Ian Abercrombie - Wise Man
- Richard Grove - Duke Henry the Red
- Timothy Patrick Quill - Blacksmith
- Michael Earl Reid - Gold Tooth
- Bridget Fonda - Linda
- Bill Moseley - Deadite captain
- Patricia Tallman - Possessed witch
- Ted Raimi - Cowardly warrior/Second supportive villager/Anthony, the S-Mart clerk/Skeleton voices
- Angela Featherstone - S-Mart store girl (nemenționat)

## Vezi și
- Ash împotriva răului